# Lostine
Lostine is een plaats (city) in de Amerikaanse staat Oregon, en valt bestuurlijk gezien onder Wallowa County.

## Demografie
Bij de volkstelling in 2000 werd het aantal inwoners vastgesteld op 263. In 2006 is het aantal inwoners door het United States Census Bureau geschat op 243, een daling van 20 (-7,6%).

## Geografie
Volgens het United States Census Bureau beslaat de plaats een oppervlakte van 0,8 km², geheel bestaande uit land. Lostine ligt op ongeveer 1028 m boven zeeniveau.

## Plaatsen in de nabije omgeving
De onderstaande figuur toont nabijgelegen plaatsen in een straal van 36 km rond Lostine.